# Tokarska Turniczka
Tokarska Turniczka (niem. Drechslertürmchen, słow. Tokáreňská vežička, węg. Tokarnya-tornyocska) – najwybitniejsza ze skał na reglowym wzniesieniu Tokarni (Tokáreň, 1224 m) w słowackich Tatrach Bielskich. Wznosi się na wysokość 1209 m w krótkiej południowej grani Tokarni, oddalonej o około 100 m od jej zwornikowego wzniesienia nad przełęczą Ozielec. Pod kulminacją (1220 m), z której odgałęzia się grań do Tokarskiej Turniczki, jest ścianka o wysokości około 20 m, za nią Tokarskie Siodełko i Tokarska Turniczka, która na południe opada ścianą o wysokości około 50 m. Wysokość względna turniczki nad siodełkiem to niecałe 19 m. 
Tokarskie Siodełko jest jedynym miejscem, z którego można łatwo dostać się do turniczki. Z przełączki na szczyt turniczki prowadzi stroma, trawiasta ścieżka (0+ w skali tatrzańskiej). Na szczycie rosną brzozy – ten gatunek drzewa w Tatrach jest rzadkością.
Autorem nazwy turniczki i przełączki jest Władysław Cywiński.